# Gare de Chino
La gare de Chino (茅野駅, Chino-eki) est une gare ferroviaire de la ville de Chino, dans la préfecture de Nagano au Japon. La gare est exploitée par la compagnie JR East.

## Situation ferroviaire
Chino est située au point kilométrique (PK) 195,2 de la ligne principale Chūō, à 790 m d'altitude.

## Histoire
La gare de Chino a été inaugurée le 25 novembre 1905.

## Service des voyageurs

### Accueil
La gare dispose d'un bâtiment voyageurs, avec guichets, ouvert tous les jours.

### Desserte
- Ligne principale Chūō :
  - voie 1 : direction Shiojiri, Matsumoto et Nagano
  - voies 2 et 3 : direction Kobuchizawa, Kōfu et Shinjuku